# Rio Fagu Roşu (Şicasău)
O Rio Fagu Roşu é um rio da Romênia, afluente do Şicasău, localizado no distrito de Harghita.